# 브레이크뉴스
브레이크뉴스(영어: Breaknews)는 기존의 인터넷 언론인 대자보와 정치 칼럼 웹사이트인 시대소리를 통합해 2003년 4월 19일, 한국 언론의 세대교체를 선언하며 창간했다. 브레이크뉴스의 정치적 성향은 중도 노선을 표방하고 있으며 제호인 브레이크에는 '깬다'는 의미와 '휴식'의 의미가 들어 있다.

## 지향점
기존 언론들이 만든 구시대의 틀을 과감히 깨며 대안언론으로서 역할을 하겠다는 것이다. 이를 위해 객관적이고 심층적이며 살아 있는 뉴스와 칼럼, 정치과잉에서 벗어난 사는 이야기, 문화 칼럼, 영화 평론, 스포츠 평론, 텔레비전 프로그램 비평, 인물탐구 등 다양하고도 친근한 소재의 정보를 발굴해 독자들에게 제공하는 데 중점을 둔다.

## 조직
경영팀, 편집국, 논설위원실과 지역취재본부(경기·경기북부·대구경북·대구충정·부산경남·울산경남·광주전라·전주전북·대전충청·강원·제주) 그리고 동영상미디어팀 등으로 이루어져 있다.
콘텐츠는 정치, 경제, 사회, 문화·연예, 스포츠, 시사 칼럼 등으로 구성된다.

## 자매지
주간 타블로이드지인 《주간현대》와 《사건과 내막》이 있다.

## 현황
창간자가 변희재로 되어있는데 당시 변희재는 서프라이즈에서 소속되었다가 서영석 서프라이즈 당시 대표의 親 열린우리당 노선에 반발해서 대판 싸우고 나서 쫓겨난 뒤 브레이크뉴스에 잠시 몸 담은 바 있다.